# روبرت لي ييتس
روبرت لي ييتس الابن (بالإنجليزية: Robert Lee Yates Jr.) (ولد في 27 مايو 1952 في سبوكين، الولايات المتحدة) سفاح أمريكي. من عام 1996 إلى عام 1998 قتل ييتس ما لا يقل عن ثلاثة عشر امرأة وجميعهن من المشتغلات بالجنس يعملن في منطقة سكيد رو في سبوكين في شارع إي. كما اعترف ييتس بقتله امرأتين الأولى في والا والا في عام 1975 والثانية في عام 1988 في مقاطعة سكاغيت. في عام 2002 أدين ييتس بقتل امرأتين في مقاطعة بيرسي. حاليا هو محتجز في انتظار تنفيذ عقوبة الإعدام في سجن ولاية واشنطن.

## النشأة
نشأ ييتس في أوك هاربور في ولاية واشنطن لأسرة من الطبقة المتوسطة تحضر كنيسة السبتيين المحلية. تخرج من مدرسة أوك هاربور الثانوية في عام 1970 وفي عام 1975 تم تعيينه من قبل وزارة ولاية واشنطن للإصلاحيات للعمل كحارس السجن في سجن ولاية واشنطن في والا والا. في أكتوبر 1977 انضم ييتس إلى القوات البرية للولايات المتحدة الذي أصبح فيه معروفا بالتحليق في طائرات النقل المدني والمروحيات. كان ييتس متمركزا في بلدان مختلفة خارج الولايات المتحدة بما في ذلك ألمانيا وفي وقت لاحق الصومال وهايتي خلال بعثات الأمم المتحدة لحفظ السلام في التسعينات. حصل على العديد من الجوائز والميداليات العسكرية خلال مسيرته العسكرية التي استمرت ثمانية عشر ونصف العام بما في ذلك ثلاث ميداليات تحقيق للجيش وثلاث ميداليات للجنود وميدالية ميدانية للقوات المسلحة وثلاث ميداليات للخدمة المميزة. غادر ييتس الجيش في أبريل 1996 على ما يبدو قبل سنة ونصف العام من أن يكون مؤهلا للحصول على كامل استحقاقات التقاعد والمعاش التقاعدي. من غير المعروف لماذا غادر في وقت مبكر أو كم منح ليتقاعد مبكرا.

## الجرائم
ارتكب ييتس جرائم القتل بين عامي 1996 و1998 في سبوكين وجميعهن من المشتغلات بالجنس في منطقة سكيد رو في سبوكين على شارع إ. سبراغ. في البداية كان ييتس يطلب من بنات البغاء ممارسة الجنس معه (غالبا في سيارة فورد عام 1979) ويقمن أحيانا بتناول المخدرات معه ثم يقتلهن ويغمر أجسادهن في مواقع ريفية. توفيت جميع ضحاياه جراء إصابتهن بطلقات نارية في الرأس منها ثمانية جرائم قتل بمسدس رافن عيار 25 وجريمة قتل واحدة مرتبطة بنفس النموذج من المسدس. تشير عمليات تشريح ضحيتين إلى أن القاتل كان عالما يستهدف القلب. أحد التفاصيل الغريبة بشكل خاص في جرائم القتل التي ارتكبها ييتس كان يتعلق بحالة ميلودي مورفين التي دفن جثمانها خارج نافذة غرفة نوم منزل عائلة ييتس.
في 1 أغسطس 1998 استطاعت العاملة بالجنس كريستين سميث الفرار من ييتس بعد إطلاق النار عليها والاعتداء عليها وسرقتها. في 19 سبتمبر 1998 طلب من ييتس إعطاء عينة من الحمض النووي لشرطة سبوكين بعد توقيفه ورفض مشيرا إلى أن الطلب كان متطرفا جدا بالنسبة إلى رجلة عائلي.

## الإدانة والاستئناف
تم اعتقال ييتس في 18 أبريل 2000 لقتل جنيفر جوزيف. بعد اعتقاله أعدم أمر تفتيش على كورفيت أبيض عام 1977 كان يملكه سابقا. تم التعرف على سيارة كورفيت بيضاء على أنها السيارة التي شوهدت فيها إحدى الضحايا في الماضي. من قبيل الصدفة تم سحب ييتس في هذه المركبة بينما كانت فرقة العمل تبحث عنه ولكن تقرير مقابلة ميدانية أخطأ في قوله «كامارو» وليس «كورفيت» وبالتالي لم يتحقق الحادث إلا بعد أن تم القبض على ييتس. بعد البحث عن كورفيت اكتشفت الشرطة أن الدم مرتبط بجنيفر جوزيف والحمض النووي يعود إلى ييتس الذي ربطته باثني عشر ضحية أخرى. في عام 2000 اتهم بثلاثة عشر تهمة بارتكاب جريمة قتل من الدرجة الأولى وواحدة لمحاولة القتل من الدرجة الأولى في محكمة مقاطعة سبوكين العليا. كجزء من صفقة اعترف فيها ييتس بالقتل لتجنب عقوبة الإعدام حكم عليه بالسجن لمدة 408 سنوات.
في عام 2001 اتهم ييتس في مقاطعة بيرسي بقتل امرأتين إضافيتين. سعى الادعاء إلى تنفيذ عقوبة الإعدام على وفاة ميليندا ل. ميرسر في عام 1997 وكوني إليس في عام 1998 التي كان يعتقد أنها مرتبطة بعمليات القتل في مقاطعة سبوكين. في 19 سبتمبر 2002 أدين ييتس بقتلهن وحكم عليه بالإعدام بحقنة قاتلة في 3 أكتوبر 2002. لا يمكن تنفيذ عقوبة الإعدام التي تلقاها ييتس إلا بعد الانتهاء من حكم السجن لمدة 408 سنوات.
استأنف حكم الإعدام الصادر عام 2002 على أساس أن ييتس يعتقد أن صفوته في عام 2000 هي «شاملة» وأن عقوبة السجن المؤبد لثلاثة عشر جريمة قتل وحكم بالإعدام لاثنتين يشكلان تطبيق «غير متناسب وفظيع وغريب وعشوائي» لعقوبة الإعدام. رفضت المحكمة العليا في واشنطن هذه الحجج في عام 2007. في 19 سبتمبر 2008 أوقف رئيس المحكمة العليا جيري ل. ألكسندر موعد عقوبة الإعدام في انتظار الاستئناف.
في عام 2013 قدم محامو ييتس التماس المثول أمام القضاء في محكمة المقاطعة الاتحادية مشيرين إلى أن ييتس مريض عقليا و«من دون أي خطأ من تلقاء نفسه... يعاني من اضطراب عصبي شديد» الذي يهيئه لارتكاب جريمة قتل. يعتبر معظم المراقبين الاقتراح الذي ما زال معلقا «طلقة طويلة». قال المدعي العام في مقاطعة بيرسي مارك ليندكويست: «لا أعتقد أن السيد ييتس يساعد قضيته بالاعتماد على حقيقة أنه نكروفيلياك».
لا يزال ييتس محتجزا في سجن ولاية واشنطن. مما زاد من تعقيد حالته إعلان محافظ واشنطن جاي إنسلي عام 2013 بأنه لن يوقع على أوامر الإعدام بحق أي شخص محكوم عليه بالإعدام أثناء تواجده في منصبه. استشهد إنزلي بالكلفة العالية لعملية الطعون والعشوائية التي تلتمس بها أحكام الإعدام وعدم وجود أدلة على أن العقوبة تشكل رادعا للمجرمين الآخرين.
في يوليو 2015 رفضت محكمة واشنطن العليا مرة أخرى محاولة ييتس لإلغاء حكم الإعدام.

## الضحايا
| الاسم              | تاريخ الاكتشاف |
| ------------------ | -------------- |
| باتريك أوليفر      | 13 يوليو 1975  |
| سوزان سافاج        | 13 يوليو 1975  |
| ستايسي إ. هون      | 28 ديسمبر 1988 |
| شانون زيلينسكي     | 14 يونيو 1996  |
| باتريشيا بارنز     | 25 أغسطس 1996  |
| هيذر هيرنانديز     | 26 أغسطس 1997  |
| جنيفر جوزيف        | 26 أغسطس 1997  |
| دارلا سكوت         | 5 نوفمبر 1997  |
| ميليندا ميرسر      | 7 ديسمبر 1997  |
| شون جونسون         | 18 ديسمبر 1997 |
| لوري واسون         | 26 ديسمبر 1997 |
| سوني أوستر         | 8 فبراير 1998  |
| ليندا ديفيس        | 1 أبريل 1998   |
| ميلودي مورفين      | 12 مايو 1998   |
| ميشلين ديرنينغ     | 7 يوليو 1998   |
| كوني لافونتين إليس | 13 أكتوبر 1998 |